# Trixagus elateroides
Trixagus elateroides là một loài bọ cánh cứng trong họ Throscidae. Loài này được Heer miêu tả khoa học năm 1841.